# Uziel Muñoz
Uziel Muñoz Galarzai, né le 8 septembre 1995, est un athlète mexicain, spécialiste du lancer du poids.

## Biographie
En 2019, Muñoz bat le record du Mexique en 20,83 m à Tucson, puis en 20,83 m aux championnats nationaux. Il remporte la médaille de bronze à l'Universiade d'été et aux Jeux panaméricains, et s'incline dès les qualifications lors des championnats du monde de Doha.
Il établit un nouveau record national le 19 juin 2022 à La Havane avec 21,06 m. Qualifié aux championnats du monde, il y termine à la 12e place.
Il progresse à 21,31 m puis 21,88 m aux États-Unis en mai 2023.
Le 2 juillet 2023, il remporte la médaille d'or aux Jeux d'Amérique centrale et des Caraïbes au Salvador avec 20,81 m.

## Palmarès
| Date | Compétition                              | Lieu         | Résultat | Marque  |
| ---- | ---------------------------------------- | ------------ | -------- | ------- |
| 2022 | Championnats du monde                    | Eugene       | 12e      | 20,01 m |
| 2023 | Jeux d'Amérique centrale et des Caraïbes | San Salvador | 1er      | 20,81 m |
| 2023 | Jeux panaméricains                       | Santiago     | 2e       | 21,15 m |
| 2024 | Jeux olympiques                          | Paris        | 8e       | 20,88 m |

## Records
| Épreuve         | Épreuve   | Performance  | Lieu        | Date            |
| --------------- | --------- | ------------ | ----------- | --------------- |
| Lancer du poids | Plein air | 21,88 m (NR) | Los Angeles | 27 mai 2023     |
| Lancer du poids | Salle     | 19,67 m      | Albuquerque | 26 janvier 2019 |